# 福楽寺 (鈴鹿市)
福楽寺（ふくらくじ）は、三重県鈴鹿市にある、高野山真言宗の仏教寺院。

## 概要
山号は　東光山（とうこうさん）。本尊は薬師如来。
三重県の無形民俗文化財となっている、「伊奈冨神社の獅子神楽」を行うときは、当山に初奉納する習わしが、伝承されている。また、高野山の管長となった土宣法龍が、6歳のとき当寺で修行したという記録が残されている。

## 歴史
聖武天皇（在位724年 - 749年）が東大寺の大仏を建立する際、神意奉詞のため伊勢神宮へ行基菩薩を遣わした。途中この地方で悪疫が流行しているのを知った行基は、薬師如来像を自ら彫刻し、開眼供養、平癒祈願を行ったところ、悪疫は平癒したといわれ、これが当山の起こりであると伝えられる。
往時は、荘厳な伽藍を有していたというが、織田信長の伊勢進攻の兵火により焼失してしまうが、幸いにも本尊は難を免れたという。
現在の本堂は、明治期に再建されたもので、本尊の薬師如来は、30年に1度開帳され、他に千手観音、弘法大師各像が安置されている。

## 年中行事
- 2月節分の日 - 節分会
- 3月15日 - 涅槃図公開
- 7月14日 - 天皇祭、火渡りまつり

## 近隣施設
- 鈴鹿サーキット
- 伊奈冨神社[1]

## アクセス
- 近鉄名古屋線 鼓ヶ浦駅より西へ約1.8km。
- 国道23号：寺家口より西へ約1.2km。